# Международный день невинных детей — жертв агрессии
Междунаро́дный день неви́нных дете́й — жертв агре́ссии (на других официальных языках ООН: англ. International Day of Innocent Children Victims of Aggression, араб. اليوم الدولي لضحايا العدوان من الأطفال الأبرياء, ‎исп. Día internacional de los Niños Víctimas Inocentes de Agresión, кит. 受侵略戕害的无辜儿童国际日, фр. Journée internationale des enfants victimes innocentes de l’agression
) — отмечается ежегодно 4 июня начиная с 1983 года.
19 августа 1982 года на 31-м пленарном заседании своей возобновлённой 7-й чрезвычайной сессии, Генеральная Ассамблея ООН по вопросу о Палестине, «будучи потрясена огромным числом невинных палестинских и ливанских детей — жертв актов агрессии Израиля», постановила отмечать 4 июня каждого года как Международный день невинных детей — жертв агрессии.
День отмечается в годовщину первого налёта израильской авиации на Бейрут и ряд других населённых пунктов Ливана, проведённого 4 июня 1982 года, в ходе которого погибло большое количество мирных жителей, среди которых были и дети.
Причиной налёта стало покушение на жизнь Шломо Аргова, посла Израиля в Великобритании, террористической организацией Абу Нидаля в ночь с 3 на 4 июня 1982 года, приведшее к началу Ливанской войны 1982 года.